# Филипп Иисуса
Филипп Иисуса (собственно — Фелипе де Хесус исп.  Felipe de Jesús, яп.  フェリペ・デ・ヘスス; 1572, Мехико, Новая Испания — 5 февраля 1597, Нагасаки, Япония) — святой Римско-Католической Церкви, член монашеского ордена францисканцев, миссионер, мученик, первый мексиканский святой, покровитель Мехико.

## Биография
Филипп родился в Мехико в 1572 году. В юном возрасте находился на воспитании у францисканцев. В 1589 году Филипп отправился на Филиппины, чтобы там заниматься торговлей. Будучи на Филиппинах, Филипп в 1590 году поступил в монашеский орден францисканцев. Через некоторое его решили рукоположить в священника. Из-за того, что епископская кафедра в Маниле была вакантной, Филипп отправился в Мексику, чтобы там принять рукоположение. 12 июля 1596 года судно, на котором плыл Филипп попало в шторм и причалило к берегу Японии. Судно было конфисковано японскими властями, а все пассажиры, среди которых было несколько монахов из различных монашеских орденов, были арестованы и заключены в тюрьму. Нахождение на судне пушек стало причиной обвинения миссионеров в попытке завоевать Японию. Миссионеры были отправлены во францисканский монастырь в Киото, где их по приказу Тоётоми Хидэёси заключили под домашний арест. До 30 декабря 1596 года Филипп Иисуса находился вместе с другими в монастыре, после чего их перевели в городскую тюрьму, где уже содержались 17 японских верующих и японский иезуит Павел Мики. 3 января 1597 года заключенным обрезали уши и провели по улицам Киото. 21 января 1597 года заключённых доставили в Осаку, а потом — в Нагасаки, где 5 февраля 1597 года Филипп Иисуса был казнён вместе с другими арестованными.

## Прославление
Филипп Иисуса был беатифицирован 14.09.1627 года Римским папой Урбаном VIII и канонизирован 8 июня 1862 года Римским папой Пием IX в группе 26 японских мучеников из Нагасаки.

## Источник
- Catholic Encyclopedia, NY, 1913